# Gustave Bret
Pour les articles homonymes, voir Bret.
Gustave Bret est un organiste, chef d'orchestre et compositeur français né le 30 août 1875 à Brignoles et mort le 16 avril 1969 à Fréjus.

## Biographie
Gustave Bret naît le 30 août 1875 à Brignoles (Var),.
Il étudie avec Charles-Marie Widor et Vincent d'Indy à Paris avant d'être suppléant de Widor à l'orgue de l'église Saint-Sulpice entre 1898 et 1903,.
Il est ensuite directeur de la musique au Temple de l'Étoile, jusqu'en 1939.
En 1904, Gustave Bret fonde la Société Bach. Au temple de l'Étoile, il dirige des séries de concerts consacrés à la diffusion de l'œuvre, encore méconnue, de Jean-Sébastien Bach.
Parallèlement, il est critique musical à L'Intransigeant, de février 1900 à juin 1939.
Comme compositeur, il est l'auteur d'un oratorio, Les Pèlerins d'Emmaüs, créé à Amsterdam en décembre 1903, de chœurs a cappella et de mélodies, notamment.
Gustave Bret meurt le 16 avril 1969 à Fréjus (Var),,.